# Pablo Carro (actor)
Pablo Carro González (León, 27 de diciembre de 1999) es un actor, bailarín y modelo español, conocido por interpretar el papel de Miguel Olmedo en la telenovela Acacias 38.

## Biografía
Pablo Carro nació el 27 de diciembre de 1999 en León (España), y tiene una hermana llamada Raquel.

## Carrera
Pablo Carro se formó en la Carlos Cabero School of Interpretation, luego se matriculó en la facultad de arte dramático de la Universidad TAI de Madrid. En 2019 debutó en el cine con el papel de Pablo en la película Nunca fuimos ángeles dirigida por Carlos Cabero. En 2020 se incorpora al reparto de la serie Cazadoras, en el papel de Pablo de Castro. Ese mismo año participa en el programa de televisión Telepasión española, emitido en La 1.
En 2020 fue elegido por TVE para interpretar el papel de Miguel Olmedo en la telenovela emitida en La 1 Acacias 38 y donde actuó junto a actores como Ana Goya, Mikel Larrañaga, Marcial Álvarez, Olga Haenke, Carla Campra, Silvia Marty, Marc Parejo, Carlos de Austria y Ástrid Janer. Al año siguiente, en 2021, interpretó el papel de David en la segunda temporada de la serie La caza, titulada La caza. Tramuntana y donde coprotagonizó junto a la actriz Megan Montaner.

## Filmografía

### Cine
| Año  | Título               | Personaje | Director      |
| ---- | -------------------- | --------- | ------------- |
| 2019 | Nunca fuimos ángeles | Pablo     | Carlos Cabero |

### Televisión
| Año  | Título              | Personaje       | Notas         |
| ---- | ------------------- | --------------- | ------------- |
| 2020 | Cazadoras           | Pablo de Castro |               |
| 2020 | Acacias 38          | Miguel Olmedo   | 123 episodios |
| 2021 | La caza. Tramuntana | David           | 3 episodios   |

## Programas de televisión
| Año  | Título              | Canal |
| ---- | ------------------- | ----- |
| 2020 | Telepasión española | La 1  |